# Тодоровский, Никола
Никола Ристов Николовский (макед. Никола Ристов Николовски), также известный как Никола Тодоровский (макед. Никола Тодоровски) и Коле Канинский (макед. Коле Канински; 18 января 1914 года, Канино — 22 июля 1944 года, Буринец) — югославский македонский партизан Народно-освободительной войны Югославии.

## Биография
Родился 18 января 1914 года в селе Канино. Изучал право в Белградском университете (окончил в 1938 году), член Коммунистической партии Югославии с 1936 года. По возвращении в Битолу занялся агитацией, с 1940 года стал членом Битолского городского комитета КПЮ. Неоднократно арестовывался.
На фронте Народно-освободительной войны Югославии с сентября 1941 года, член битольского военного штаба. Осенью 1942 года примкнул официально к партизанским частям. Занимал следующие должности:
- политрук 2-го батальона 3-й оперативной зоны Народно-освободительной армии и партизанских отрядов Македонии[2];
- боец Битолского народно-освободительного партизанского отряда имени Яне Сандански[болг.]
- командир Битолского народно-освободительного партизанского отряда имени Гоце Делчева[болг.] (с 20 мая 1943 года)
- начальник штаба Битолского народно-освободительного партизанского отряда имени Даме Груева[болг.] (с апреля 1943 года)
- политрук Битолско-Мариовского батальона 2-й македонской ударной бригады
- политрук 1-й македонско-косовской ударной бригады

Делегат Второго заседания Антифашистского вече народного освобождения Югославии и первого заседания Антифашистского собрания по народному освобождению Македонии.
22 июля 1944 года, будучи в должности политрука 1-й македонско-косовской бригады, трагически погиб у деревни Буринец (гора Караорман) во время испытания миномёта, получив смертельное осколочное ранение. Вместе с ним погибли Трифун Пановский и ещё трое человек.
Имя Николы Тодоровского ныне носит начальная школа в Битоле.